# Камбари
Камбари, также эвади, камбери, камбали, камберава, яури - народ в Нигерии.

## География
Местоположение: между реками Кадуна и Нигер, к востоку от г. Буса.

## Население
Так же включает такие группы, как: «агадим», «ауна», «аригида», «ашингинни», «вара», «ибето», «н'гаски». Численность составляет 250 тыс. человек.

## Язык
Этот народ говорит на языке камбари (камбери, эвади, ашингинни) группы бенуэ-конго нигеро-кордофанской семьи.
Существуют несколько диалектов: центральный и юго-западный.

## Религия
Камбари — мусульмане-сунниты, придерживаются традиционных верований таких, как культы предков и сил природы.[что?]

## Традиционные занятия
Основными занятиями являются ручное земледелие (кукуруза, «сорго», просо), скотоводство (крупный рогатый скот), рыболовство, ремесла (гончарное, кузнечное, резьба по дереву).

## Традиционное жилище
Жили они в круглой глинобитной хижине с конической соломенной крышей.

## Традиционная одежда
Традиционная одежда у мужчин-это штаны и короткая накидка, а у женщин-это юбка из листьев.